# Sankt Georgen ob Judenburg
Sankt Georgen ob Judenburg è un comune austriaco di 867 abitanti nel distretto di Murtal, in Stiria.